# Lepadella princisi
Lepadella princisi is een raderdiertjessoort uit de familie Lepadellidae. De wetenschappelijke naam van deze soort is voor het eerst geldig gepubliceerd in 1943 door Bērzinś.